# سایمن مک براید
سایمن مک براید (به انگلیسی: Simon McBride)(زاده ۹ آوریل ۱۹۷۹)، خواننده و گیتاریست اهل ایرلندی شمالی است که به خاطر همکاری با هنرمندانی چون دیپ پرپل و اسنیک چرمر و همچنین ضبط در گروه خود و تدریس در کالج BIMM در دوبلین، شناخته می‌شود.
او در ۱۶ سپتامبر ۲۰۲۲، به عنوان جایگزین دائمی استیو مورس در دیپ پرپل اعلام شد.

## حرفه
مک براید از ۹ سالگی شروع به نواختن گیتار کرد. "من خودم در خانه ای از راک اند رول به دنیا آمدم و تحت تاثیر موسیقی‌هایی بودم که پدرم وقتی در بلفاست بزرگ می‌شدم به آن گوش می‌داد، او طرفدار گروه‌های راک کلاسیک مانند لد زپلین، دیپ پرپل، فری و غیره بود و هنوز هم هست. . . . حدود نه ساله بودم که یک روز آن[گیتار] را برداشتم و با کتاب آموزشی نشستم و شروع به یادگیری چند آکورد کردم»
در ۱۵ سالگی برنده جایزه گیتاریست جوان سال مجله گیتاریست شد.
چند ماه پس از تولد شانزده سالگی اش، مک براید جایگزین ویوین کمبل در گروه متال سوییت سوج مستقر در بلفاست شد. او با گروه تور برگزار کرد و در دو آلبوم گروه نیز مشارکت داشت.
پس از ترک این گروه در سال ۱۹۹۸، او به اندرو استرانگ، خواننده ایرلندی پیوست. همکاری با استرانگ کاملاً در تضاد با Sweet Savage بود که بیشتر شامل سول، R&B و برخی آهنگ‌های پاپ بود. تغییر سبک موسیقی یک تجربه مفید برای مک براید محسوب می‌شد که او را از نظر سبک به هنرمندان راک و بلوز نزدیکتر کرد و الهام بخش او برای شروع نواختن گیتار شد.
در سال ۲۰۰۸، مک براید اولین آلبوم خود را با نام Rich Man Falling  منتشر کرد. این آلبوم شامل کاورهای Be My Friend است که در اصل توسط گروه Free و آهنگ جیمی هندریکس "Power of Soul" ساخته شده‌است.
در این زمان، او اجراهایی را در بریتانیا و ایرلند برای جف بک، جو باناماسا و درک تراکس افتتاح کرده بود. در پاییز ۲۰۱۰، او با حمایت از یکی از قهرمانان اولیه گیتار خود، جو ستریانی، به بریتانیا سفر کرد.
در سال ۲۰۱۲، او آلبوم Crossing The Line به همراه آهنگ Go Down Gamblin از گروه جاز-راک بلاد، سوئت اند تیرز منتشر کرد. این آلبوم در بلفاست، ایرلند شمالی، و مریلند، ایالات متحده ضبط شده و در نیویورک توسط پیتر دننبرگ میکس شد. این آلبوم چندین عنوان «بهترین» در جداول سالانه از جمله مجله Classic Rock را به خود اختصاص داد.
در سال ۲۰۱۶، مک براید به گروه راک کلاسیک "اسنیک چرمر" که از اعضای سابق وایت‌اسنیک تشکیل شده بود، پیوست و جایگزین میکی مودی شد و در ضبط آلبوم جدید آنها "Second Skin" را که در می ۲۰۱۷ منتشر شد، مشارکت داشت.
در سال ۲۰۲۲، او به عنوان جایگزین موقت استیو مورس در دیپ پرپل معرفی شد، موریس در آن زمان در حال مراقبت از همسرش در طول دوره مبارزه با سرطان بود. در ۲۳ ژوئیه ۲۰۲۲ اعلام شد که استیو مورس برای همیشه گروه را ترک کرده‌است.
مک براید به‌طور رسمی توسط دیپ پرپل به عنوان جانشین دائمی موریس در ۱۶ سپتامبر ۲۰۲۲ معرفی شد. بدین ترتیب او پس از ریچی بلکمور، تامی بولین و استیو مورس، چهارمین گیتاریست دائمی گروه در طول تاریخ ۵۴ ساله آن شد.

## تأیید و آموزش
مک براید در نوجوانی، توجه پل رید اسمیت سازنده گیتار مستقل جهان را جلب کرد و تا به امروز مک براید یک هنرمند مورد تأیید پی‌آراس گیتارز است. هر ساله رویدادی در کارخانه پی‌آراس گیتارز در مریلند، ایالات متحده برگزار می‌شود که فرصت تجربه نوازندگی در کنار نام‌هایی چون سانتانا و بادی گای برای مک براید فراهم کرده‌است.
مک براید یک استاد مدعو در کالج BIMM (مؤسسه موسیقی مدرن برایتون) واقع در دوبلین است و همچنین مدرس مهمان در مدرسه تابستانی بنیاد بین‌المللی گیتار و BIMM در بریستول بوده‌است.

## ترانه‌شناسی منتخب
| سال  | عنوان                                                   | یادداشت   |
| ---- | ------------------------------------------------------- | --------- |
| ۲۰۰۸ | مرد ثروتمند در حال سقوط                                 | استودیویی |
| ۲۰۱۰ | از آن به بعد                                            | استودیویی |
| ۲۰۱۲ | نه زندگی                                                | زنده      |
| ۲۰۱۳ | "جایی برای نفس کشیدن نیست"                              | تک آهنگ   |
| ۲۰۱۶ | Official Live Bootleg – The Borderline, London 22.05.16 | زنده      |
| ۲۰۱۷ | Official Live Bootleg 02 (Live In Bonn-16-12.2017)      | زنده      |
| ۲۰۱۹ | "به من نشان بده چگونه عاشق شوم"                         | تک آهنگ   |
| ۲۰۲۰ | "مشکل"                                                  | تک آهنگ   |
| ۲۰۲۲ | مبارز                                                   | استودیویی |

### به عنوان عضو گروه
| سال  | گروه موسیقی/هنرمند                  | عنوان                                |
| ---- | ----------------------------------- | ------------------------------------ |
| ۱۹۹۶ | سوییت سوج                           | وقت کشی                              |
| ۱۹۹۸ | سوییت سوج                           | رون                                  |
| ۲۰۱۲ | کلایو کولبرتسون                     | هنوز اینجا هنوز لبخند                |
| ۲۰۱۶ | دان آیری و دوستان                   | زندگی در پراگ                        |
| ۲۰۱۷ | اسنیک چرمر                          | پوست دوم                             |
| ۲۰۱۷ | روورز ایرلندی                       | اسب شاخدار، داستان ادامه دارد        |
| ۲۰۱۹ | ایان گیلان با گروه و ارکستر دان آری | تعهد قراردادی شماره ۲: زندگی در ورشو |
| ۲۰۲۱ | دان آیری و دوستان                   | زندگی در هامبورگ                     |
| ۲۰۲۱ | داربی T0dd                          | Real1ty 0f Zer0s و 0nes              |